# The Moment You Believe
The Moment You Believe är en balladlåt från 2007 som blev den första singeln i Europa av Melanie Chisholm (Melanie C), från hennes fjärde album This Time. Den är skriven och producerad av Peter Vettese, och ingår i vårreklamprogrammen för den tyska TV-showen Nur die Liebe zählt. Melanie Chisholm framförde låten framgångsrikt i tyska TV-showen Wetten, dass..?. 
Sången blev en stor hitlåt i vissa delar av Europa, med topplaceringen #1 i Spanien i två veckor, och i Luxemburg i 1 vecka. Den nådde även topplaceringen #7 i Portugal och blev en Top 20-singel i Tyskland, Sverige, Polen och Schweiz. Den hade även stora listframgångar på flera europeiska spellistor.

## Musikvideo
Videon till sången gjorde debut den 23 februari 2007 på TV-stationen VIVA i Europa. Den regisserades av Tim Royes den 17 februari 2007 och spelades in i Ealing Studios dagen efter "I Want Candy". Den filmades med en steadicam. Totalt gjordes sex tagningar, och till slut handlade det om att titta på de sex tagningarna, och välja ut den man tyckte var bäst.

## Låtlista
Formaten och låtlistor för singellanseringarna av "The Moment You Believe".

### Schweiz, tvåspårig CD-singel
1. "The Moment You Believe"
2. "Fragile"

### Europa, CD maxisingel
1. "The Moment You Believe"
2. "Fragile"
3. "The Moment You Believe" (Attraction mix)
4. "The Moment You Believe" (Instrumental)
5. "The Moment You Believe" (Piano/vocal mix)

## Släpphistorik
| Region       | Datum        |
| ------------ | ------------ |
| Österrike    | 16 mars 2007 |
| Tyskland     | 16 mars 2007 |
| Schweiz      | 16 mars 2007 |
| Skandinavien | 21 mars 2007 |

## Listplaceringar
| Lista                             | Topplacering |
| Spanska Top 20-singlar            | 1            |
| Luxemburgska top 40-singlar       | 1            |
| Schweiziska Top 100-singlar       | 14           |
| Tyska Top 100-singlar             | 15           |
| Svenska Top 60-singlar            | 18           |
| Österrikiska Top 75-singlar       | 28           |
| Tjeckiska IFPI-listan             | 48           |
| Portugisiska digitala listan      | 1            |
| Slovenska City Top 20-radiolistan | 3            |
| Portugisiska Top 20 Airplay Chart | 4            |
| Tyska radiospeltidslistan         | 6            |
| Radiospeltid Top 30               | 11           |
| Lettiska spellistan               | 23           |
| Spanska spellistan                | 14           |
| Europeiska Hot Singles Top 100    | 43           |